# Aeroporto de Ibadã
Aeroporto de Ibadã (IATA: IBA, ICAO: DNIB) é um aeroporto servindo Ibadã, uma cidade no estado de Oió da Nigéria.

## Serviços regulares
- Overland Airways (Abuja) [1]